# Dolní nádrž Dlouhé Stráně
Dolní nádrž Dlouhé Stráně är en reservoar i Tjeckien.   Den ligger i regionen Olomouc, i den östra delen av landet, 200 km öster om huvudstaden Prag. Dolní nádrž Dlouhé Stráně ligger 810 meter över havet.I omgivningarna runt Dolní nádrž Dlouhé Stráně växer i huvudsak blandskog.